# Sonnet 129

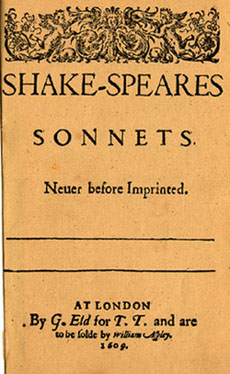
Sonnetten van Shakespeare, 1609

Sonnet 129 maakt deel uit van de sonnetten van Shakespeare die voor de eerste keer in 1609 werden gepubliceerd. Het is het derde uit de reeks sonnetten (127 tot 152) waarin de dichter een Dark Lady toespreekt. In tegenstelling tot de voorgaande Fair Youth-reeks, die de liefde voor een schone jongeling tot onderwerp heeft, is deze reeks aardser, expliciet seksueler van toon. 
In dit sonnet beschrijft de dichter zichzelf als een slachtoffer van de lust die hij voor een vrouw voelt. Het gedicht zou men een uiting van seksuele melancholie kunnen noemen. De dichter lijkt iets te willen uitdrukken als schuldgevoel alsof de lichamelijke lust zijn pure geest bezoedeld heeft. Mogelijk heeft dit te maken met het christelijk zondebesef dat de ziel boven het zondige lichaam vereert en van alle smet wil vrijwaren. 

## Shakespeares tekst
| Sonnet 129 Th' expense of spirit in a waste of shame Is lust in action; and till action, lust Is perjured, murd'rous, bloody, full of blame, Savage, extreme, rude, cruel, not to trust, Enjoyed no sooner but despisèd straight, Past reason hunted, and no sooner had Past reason hated, as a swallowed bait On purpose laid to make the taker mad; Mad in pursuit and in possession so, Had, having, and in quest to have, extreme; A bliss in proof and proved, a very woe; Before, a joy proposed; behind a dream. All this the world well knows, yet none knows well To shun the heaven that leads men to this hell. |

## Vertaling
Hoe de geest ten koste van zichzelf zich in schaamte verspilt

In lust tot de daad: en tot de daad, lust

Meinedig is, moorddadig, bloederig, vol van schuld,

Woest, extreem, onbeschoft, wreed, niet te vertrouwen;

Haastig genoten en even haastig veracht;

Zinloos nagejaagd, en na 't verwerven,
 
Even zinloos gehaat als verzwolgen aas,

Bestemd om wie het slikt tot radeloze gek te maken.

Dol als je het najaagt en even dol als je het krijgt

En na de jacht, het hebben en extreem bezitten,

Zoet geproefd, maar eens geproefd geen groter wee;

Vooreerst beloofde vreugd, erna een droom.

Dit alles is de wereld bekend, maar niemand vermag

Deze hemel te mijden die mannen naar de hel leidt.

## Analyse
Shakespeares sonnetten zijn voornamelijk geschreven in een metrum genaamd jambische pentameter, een rijmschema waarin elke sonnetregel bestaat uit tien lettergrepen. De lettergrepen zijn verdeeld in vijf paren, jamben genoemd, waarbij elk paar begint met een onbeklemtoonde lettergreep.
Het sonnet is geschreven vanuit een mannelijk perspectief. Zo is het ook te lezen als een vrij expliciete beschrijving van begeerte, de coïtus en het gevoel van leegte en schuld dat daarop volgt. In dat verband is 'spirit' ook te interpreteren als de vitale geest van de man die na de geslachtsdaad verzwakt achterblijft. Het wordt al eens omschreven als een "anatomie van de lust". Het hoofdthema van het sonnet lijkt echter wel het gevoel van verlies te zijn dat de dichter ervaart. Hij verliest zichzelf en zijn geest in die van de geliefde, die hem helemaal opslorpt. Deze liefde is in de eerste plaats lichamelijke liefde, en die neemt hem helemaal in bezit, wat hem naar zijn gevoel naar beneden haalt. De dark lady fascineert hem echter dermate dat hij er niet los van kan komen. De conclusie van het sonnet is dan ook bijzonder pessimistisch: in lust verliest een man zich, dat weet hij, maar toch jaagt hij die 'hemel' na om daarna in een hel te belanden.